# Noggin
Noggin è un marchio televisivo lanciato nel 1999 come collaborazione tra Sesame Workshop (i produttori di Sesamo apriti) e Nickelodeon. È iniziato sia come canale TV che come sito Web, Noggin.com. Nel 2009, il canale Noggin è stato sostituito da Nick Jr. e il sito web è stato temporaneamente chiuso. Nel 2015, il marchio Noggin è stato rilanciato come app mobile.

## Storia
Il 2 febbraio 1999, il canale Noggin è stato lanciato negli Stati Uniti. Aveva 1,5 milioni di abbonati.
Nell'aprile 2002, Noggin ha diviso il suo programma in due blocchi. Durante la giornata è andato in onda un blocco per bambini in età prescolare. Durante la notte è andato in onda un blocco per adolescenti (chiamato The N, che sta per Noggin).
Nell'agosto 2002, Sesame Workshop ha venduto la sua partecipazione del 50% in Noggin a Viacom. Allo stesso tempo, la società ha firmato un accordo di coproduzione per sviluppare nuovi programmi per Noggin.
Nel 2009, il canale Noggin è stato sostituito da Nick Jr. e il marchio Noggin è rimasto inattivo per alcuni anni. Nel marzo 2015, Noggin è stata rilanciata come app mobile.